# Nela Stoinea
Nela Stoinea (căsătorită Bran, n. 23 mai 1963, Brezoi⁠(d), Vâlcea, România) este o jucătoare de tenis de masă română din anii '80.
Și-a început cariera de sportivă în anul 1970 la Clubul „Lotru Brezoi", fiind antrenată de Traian Ancuța și era cotată pe locul II în ierarhia celor mai bune tenismene din România.
A făcut parte din prima echipa de ping-pong a Brezoiului care a câștigat mai multe premii naționale decât toate echipele cu tradiție în acest sport la acea vreme: Teodora Chiripuș, Tatiana Dincă, Luminița Bălescu, Ana Ciobancan, Faustina Bunduc, Augustina Vărăticeanu, Gabriela Deneș, Gabriela Bubu, Niculina Ceaușescu și Maria Alboiu.
După câțiva ani și după obținerea primelor rezultate în tenisul de masă care îi arătau potențialul de campioană, își va desfășura activitatea la Clubul Sportiv Școlar din Râmnicu-Vâlcea, la Dinamo Slatina și Clubul Sportiv Școlar din Slatina.

## Performanțe obținute[1]
| Nr.Crt. | Loc | Competiție                       | Mod    | Grupa   | An   | Oraș      | Țară       |
| ------- | --- | -------------------------------- | ------ | ------- | ---- | --------- | ---------- |
| 1       | I   | Cupa Vacanței                    | Simplu | Juniori | 1971 | Brezoi    | România    |
| 2       | II  | Cupa 9 Martie                    | Simplu | Juniori | 1975 | Rm.Vâlcea | România    |
| 3       | II  | Campionatul european             | Echipa | Juniori | 1977 | Vichy     | Franța     |
| 4       | I   | Cupa unităților Școlare Sportive | Simplu | Juniori | 1979 | Rm.Vâlcea | România    |
| 5       | I   | Campioană națională              | Toate  | Juniori | 1980 | București | România    |
| 6       | III | Cupa de toamnă                   | Simplu | Seniori | 1980 | București | România    |
| 7       | II  | Campionatele republicane         | Echipa | Seniori | 1981 | București | România    |
| 8       | I   | Turneu internațional             | S și E | Seniori | 1981 |           | Bulgaria   |
| 9       | II  | Turneu internațional             | Echipa | Seniori | 1981 |           | Iugoslavia |

## Viața personală
A emigrat în Australia, unde a participat la competițiile de tenis de masă sub numele de Nela Stoinea Bran. Este mama lui Anthony Bryan Bran (n. în Melbourne, la data de 02.03.1991), fotbalist australian care a făcut parte din echipa națională de fotbal sub 20 de ani a Australiei.